# Nuage moléculaire des Voiles
Le nuage moléculaire des Voiles (aussi appelé VMR pour Vela Molecular Ridge) est un complexe de nuages moléculaires situé dans les constellations des Voiles et de la Poupe. Les observations de la région par ondes radio 12CO ont montré que le nuage moléculaire était composée de plusieurs nuages, chacun ayant une masse de 100 000 à 1 000 000 M☉. Ce complexe nuageux se trouve dans le ciel en direction de la nébuleuse de Gum (au premier plan) et du bras spiral Carène-Sagittaire (à l'arrière-plan). Les nuages les plus importants de la région sont identifiés par les lettres A, B, C et D, et appartiennent en fait à deux complexes différents : les nuages A, C et D sont situés à une distance moyenne d'environ 850 pc (∼2 770 al) et sont liés à l'association OB Vela R2, tandis que le nuage B est situé à une plus grande distance, environ 2 000 pc (∼6 520 al), et est physiquement connecté à l'association Vela OB1.
Une partie du gaz des nuages est ionisée par le rayonnement ultraviolet de certaines des étoiles les plus massives associées au complexe, constituant des régions H II de grande étendue, comme Gum 14 (RCW 27) et Gum 20 (RCW 36). L'activité de formation stellaire est confirmée par la découverte de plusieurs associations d'étoiles T Tauri, en particulier dans le nuage VMR D, ainsi que par la présence de plusieurs amas ouverts fortement obscurcis et profondément immergés dans le gaz observable aux longueurs d'onde infrarouges.
Les étoiles les plus brillantes et les plus chaudes de l'association Vela R2 illuminent certains filaments de gaz qui brillent d'une lumière bleutée, typique des nébuleuses par réflexion. Parmi celles-ci se trouve la célèbre nébuleuse NGC 2626 qui appartient au nuage VMR D et abrite des étoiles présentant une émission Hα et le célèbre objet de Herbig-Haro HH 132 (it).

## Observation

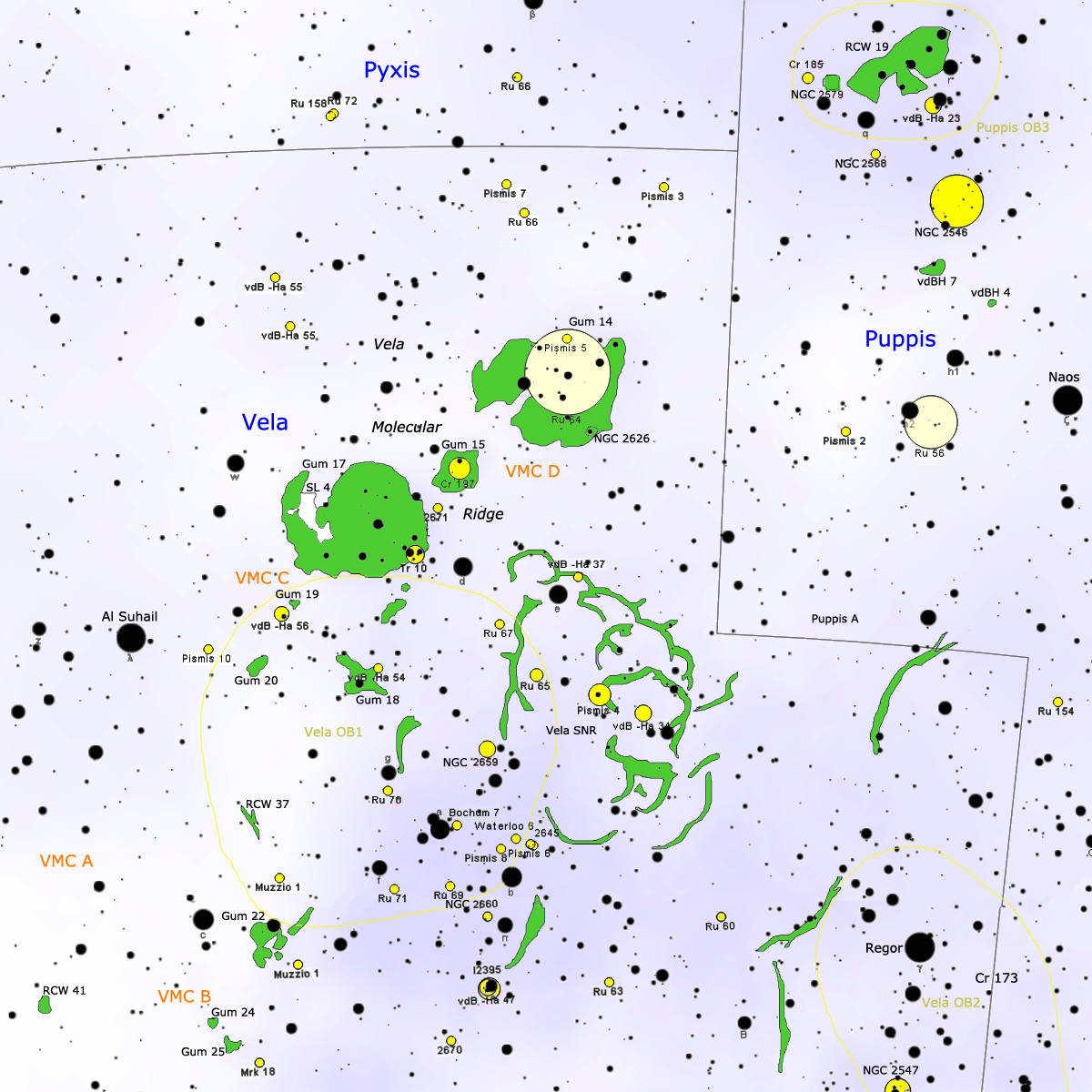
Carte du Nuage Moléculaire des Voiles

Le nuage moléculaire des Voiles apparaît comme une séquence de nébuleuses brillantes et obscures, située sur le côté nord-ouest des Voiles. La suite principale de nébuleuses qui la compose est située à quelques degrés au nord-ouest de l'étoile Lambda Velorum, tandis que certaines ramifications obscures s'étendent également au sud de celle-ci, atteignant les zones centrales de la constellation. Les composantes nébuleuses du système ne sont pas observables à l'œil nu ni avec des instruments amateurs, car elles ont tendance à être très faibles. Le seul nuage facilement identifiable est NGC 2626, une nébuleuse par réflexion située dans la région la plus occidentale du complexe. Elle peut être détectée avec des instruments de moyenne à haute puissance équipés de filtres. Les composantes stellaires, cependant, sont partiellement visibles à l'œil nu et se combinent pour former un riche champ d'étoiles, caractéristique de la partie nord-ouest des Voiles. En particulier, la zone du ciel visible entre Lambda Velorum et Gamma Velorum est occupée par l'association stellaire Vela OB1, physiquement liée au nuage moléculaire des Voiles,.
Ce complexe est situé à une déclinaison très méridionale, entre −40° et −50°. Cela signifie que l'observation de la région depuis l'hémisphère nord est très difficile. Depuis les latitudes correspondant à l'Europe centrale, on ne l'aperçoit jamais, tandis qu'à la latitude 40 °N, celle qui traverse la mer Méditerranée et la partie centrale des États-Unis d'Amérique, la visibilité est rendue difficile par la faible altitude au-dessus de l'horizon sud. Dans l'hémisphère nord tropical, en revanche, la visibilité est bonne, tandis qu'elle est optimale depuis tout l'hémisphère sud.
La meilleure période pour observer le complexe se situe entre les mois de décembre et d'avril. Depuis l'hémisphère sud, la constellation des Voiles, ainsi que d'autres membres du Navire Argo, dominent le ciel d'été, avec les étoiles brillantes Sirius et Canopus.

## Environnement galactique
La Voie lactée en direction du VMR présente une superposition d'objets et de structures, tous approximativement alignés avec le plan galactique. Des situations de ce genre peuvent avoir tendance à gêner l'observation de grandes régions nébuleuses, en raison de la forte perturbation due au fort rayonnement de fond. L'objet dominant dans cette direction est la grande nébuleuse de Gum, qui s'étend sur environ 30° et occupe également la partie sud de la constellation de la Poupe. Il s'agit d'une grande bulle en expansion probablement générée par l'explosion d'une ou plusieurs supernovae, dont l'une pourrait avoir été à l'origine un compagnon physique de l'étoile Naos (ζ Puppis). La distance du nuage est d'environ 450 pc (∼1 470 al). Sur cette couche et sur les nuages du VMR se superposent les faibles filaments de la célèbre Vela (XYZ), un vestige de supernova situé à environ 300 pc (∼978 al) du soleil et donc placé au premier plan même par rapport à la nébuleuse de Gum elle-même.
Le complexe VMR se trouve au-delà de cette nébuleuse, à une distance comprise entre 700 et 1 000 parsecs du soleil. Il est situé sur le bord intérieur du bras d'Orion, aligné avec la nébuleuse de Gum et correspondant à l'association Vela OB1. À environ 500 pc (∼1 630 al) des nuages centraux du complexe se trouve l'association Cr 121, visible en direction du Grand Chien. Cette association est physiquement liée à Canis Major OB1, une association OB étendue provenant de la région hébergeant le nuage connu sous le nom de nébuleuse de la Mouette. Cr 121 est associé à une gigantesque superbulle en expansion, appelée GSH 238+00+09, probablement générée par l'explosion d'au moins trente supernovae, probablement situées juste à l'intérieur de cette association. La puissante onde de choc qui a été générée aurait frappé certaines des régions environnantes dans un rayon de 500 parsecs, comme la nébuleuse de Gum, le complexe Monoceros R2 et probablement aussi le grand complexe d'Orion.
Les régions les plus éloignées du VMR sont situées à environ 2 000 pc (∼6 520 al) du soleil, et comprennent les nuages appelés VMR B et Gum 21. L'environnement galactique est le même que celui dans lequel se trouve le célèbre reste de supernova Puppis A. À environ 1 500 pc (∼4 890 al) du soleil, correspondant au bord extérieur du bras d'Orion, se trouve la grande région de Sh2-310, dans laquelle s'est formé l'amas massif ouvert NGC 2362.

## Structure

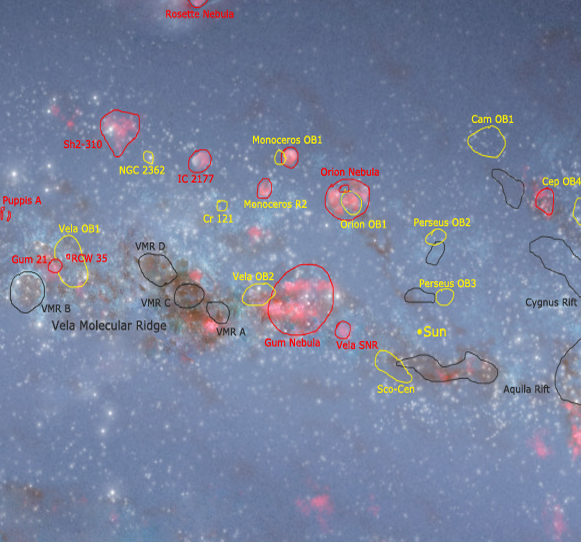
Carte de la région galactique du VMR

Le VMR est un complexe nébuleux composé de plusieurs nuages moléculaires géants, disposés dans une sorte de concaténation orientée dans une direction NO-SE. Le complexe doit son nom à une étude de 1991 analysant les émissions de CO. Cette structure semble être divisée en quatre régions principales, identifiées par les lettres A, B, C et D. Ces nuages, à l'exception de B, ont une masse d'environ 300 000 M☉ et une distance d'environ 850 pc (∼2 770 al). Le nuage B, en revanche, a une masse d'environ 1 000 000 M☉ et, bien qu'il fasse apparemment partie de la concaténation, il se trouve à une distance beaucoup plus grande, environ 2 000 pc (∼6 520 al), et fait probablement partie d'un complexe différent et indépendant par rapport aux trois autres.
Les deux structures les plus brillantes et les mieux observables sont VMR C et VMR D, la plus occidentale du VMR, visible juste au nord des faibles filaments de la nébuleuse Vela (XYZ). Au sein de ces nuages moléculaires géants, 27 nuages plus petits ont été identifiés grâce à des études d'émissions de C18O, dont le plus massif, dans la direction de VMR C, a une masse de 44 000 M☉, tandis que les plus petits varient de 100 à 1 000 M☉. Chacun de ces nuages contient en son sein des sources infrarouges, coïncidant avec autant de protoétoiles. Parmi les sources observées, 32 se trouvent dans ces nuages mineurs, tandis que 45 semblent dispersées à l'extérieur d'eux, ce qui indique que ces sources sont principalement concentrées dans les petits amas nébuleux, où se produisent également la plupart des phénomènes de formation d'étoiles du complexe.
Les quatre plus grands nuages du VMR sont associés à une vingtaine de jeunes amas ouverts, dont au moins 14 font partie des complexes situés à environ 700 pc (∼2 280 al) (A, C et D) : parmi ceux-ci, se distingue le bien connu NGC 2547, composé d'environ 700 étoiles, dont certaines sont très jeunes, et Cr 197, visible en direction du nuage VMR D et composé de 25 étoiles très jeunes,. Les composants nébuleux les plus brillants du complexe A-C-D sont catalogués comme Gum 14 (RCW 27), qui comprend NGC 2626 lui-même, et Gum 15 (RCW 32). Le premier, lié notamment au nuage VMR D, apparaît ionisé par la géante bleue HD 73882, partie de la jeune association connue sous le nom de Ru 64, à laquelle s'ajoutent HD 73285 et HD 73500, toutes deux de classe spectrale B et physiquement liées à l'association. Gum 15 est en revanche ionisée par les composants de l'amas Cr 197 et en particulier par l'étoile bleue HD 74804. La région de formation d'étoiles qu'ils constituent ensemble est désignée SFR 265.00-2.00. D'autres études indiquent cependant une distance d'environ 424 pc (∼1 380 al) seulement pour Gum 15.
Le nuage VMR B, situé à environ 2 000 pc (∼6 520 al) dans une zone éloignée et périphérique du bras d'Orion, est lié à l'association Vela OB1 et aux régions H II Gum 21 et Gum 18 (RCW 35). Gum 21 fait probablement partie d'une nébuleuse en forme d'anneau étendue entourant l'étoile Wolf-Rayet WR 14, tandis que Gum 18, ionisée par l'étoile bleue CD-43 4690, se trouve plutôt au milieu de l'association Vela OB1.
Selon certains scientifiques, la séquence de phénomènes de formation d'étoiles dans le nuage VMR D trouve son origine dans une région située dans la partie sud-ouest du complexe, où sont observés les composants les plus massifs des premières classes spectrales (O et B) et quelques nuages moléculaires dispersés. Cette région est située dans la partie sud du nuage D et a hébergé les premiers phénomènes génératifs il y a 10 à 1 Ma. Par la suite, les phénomènes, à la fois dus à l'expansion d'une bulle provoquée par le vent stellaire des jeunes étoiles chaudes, et probablement dus à l'action du rayonnement de ces étoiles elles-mêmes, se sont étendus aux régions Gum 14 et peut-être Gum 17, où plusieurs populations d'étoiles T Tauri sont observées. Ces phénomènes se sont finalement étendus au nuage C et en particulier à l'association Gum 20 et Vela R2, dont l'âge est estimé entre quelques centaines de milliers d'années et quelques millions d'années.

## Phénomènes de formation d'étoiles
Les nuages du VMR sont des sites de formation intense d'étoiles, comme le démontre la présence de nombreuses sources IRAS, dont les caractéristiques spectrales sont similaires à celles des jeunes objets stellaires, ainsi que par la présence de quelques jeunes amas encore profondément enveloppés de gaz. La concentration la plus élevée de ces sources se situe dans le nuage C. Ces sources infrarouges, distribuées notamment au sein des petits nuages moléculaires les plus denses situés dans les quatre grands complexes, seraient associées en particulier aux protoétoiles de classe I, principalement les étoiles T Tauri.

### Nuage moléculaire des Voiles A (VMR A)
Le nuage A du VMR occupe la position la plus au sud-est du système, au sud de λ Velorum. Parmi les sources infrarouges coïncidant avec les étoiles de classe I, seules 5 se trouvent dans ce nuage, qui apparaît donc comme le moins actif du point de vue de la formation d'étoiles. Le nuage brillant le plus visible appartenant à VMR A est catalogué comme RCW 41. il a une apparence irrégulière et contient en son sein le jeune amas [DBS2003] 36, composé de 62 étoiles massives de classe spectrale B visibles dans l'infrarouge. La principale source associée à l'amas est IRAS 09149-4743, également identifiée comme une radiosource et parfois rapportée comme associée à un maser CO : c'est une étoile très chaude de classe spectrale B, qui est également l'une des principales responsables de l'ionisation des gaz du nuage. Cet objet est situé dans le corps central de l'amas. A cela s'ajoute une seconde étoile, située dans un sous-amas faisant partie du précédent.
A l'intérieur du nuage se trouve également une région H II ultracompacte d'un diamètre de 6,5 minutes d'arc, à l'intérieur de laquelle se trouvent un maser à eau et un maser au méthanol. En particulier ce dernier est un détecteur important de la présence de phénomènes de formation d'étoiles de grande masse, étant un objet caractéristique des nuages de gaz ionisé ultracompacts dans lesquels ce genre de phénomènes se produit.
RCW 41 est le corps principal de la région de formation d'étoiles cataloguée comme SFR 270,26+0,80 et indiquée dans le catalogue Avedisova 2002 sous la désignation Avedisova 2224.

### Nuage moléculaire des Voiles B (VMR B)

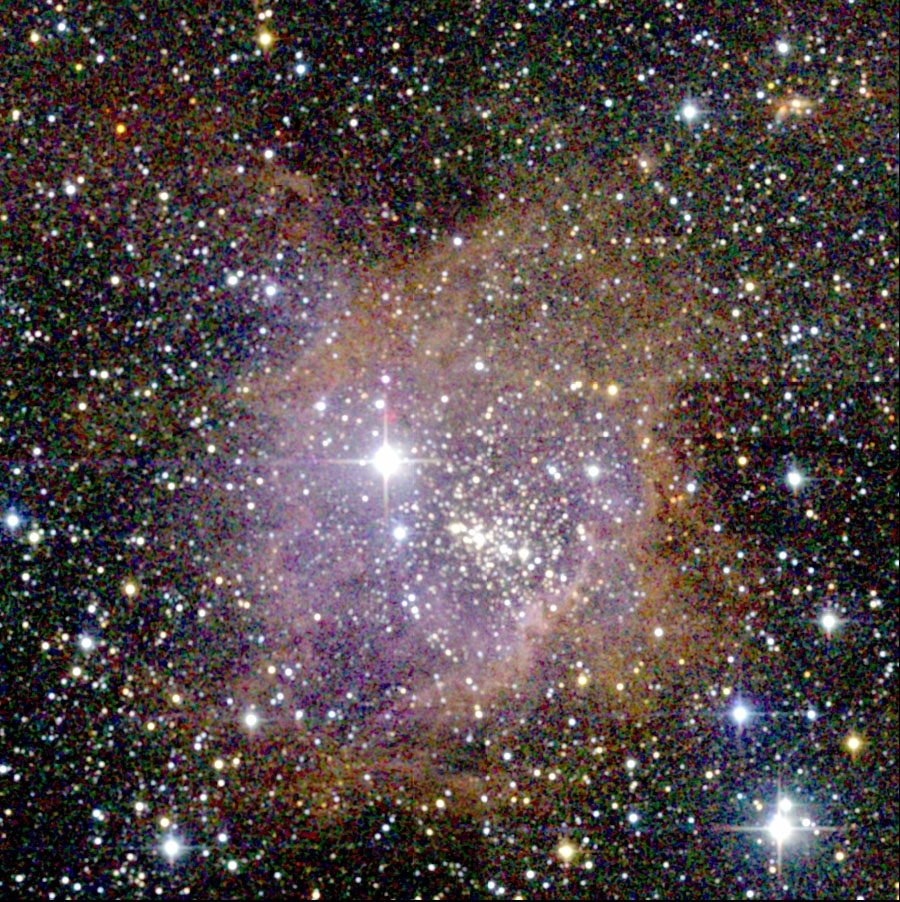
Gum 25, la nébuleuse majeure du VMR B

Le nuage B du VMR est une structure indépendante située à environ 2 000 pc (∼6 520 al) dans une région éloignée et périphérique du bras d'Orion. Il contient 7 des sources infrarouges associées aux objets de classe I, dont aucune n'a été étudiée en détail. Les principaux nuages brillants au sein de ce nuage sont catalogués comme Gum 24 et Gum 25 (RCW 39 et RCW 40).
Gum 24 est une nébuleuse peu étudiée. Sa distance a été estimée à environ 1 700 pc (∼5 540 al), c'est-à-dire en correspondance avec l'association Vela OB1, mais des incertitudes demeurent, au point que d'autres estimations la placent jusqu'à 3 000 parsecs, c'est-à-dire dans une zone intermédiaire entre la partie la plus éloignée du bras de Persée et le bras Sagittaire-Carène, au-delà de l'extrémité du bras d'Orion. Le principal responsable de l'ionisation de ses gaz pourrait être la supergéante bleue HD 78344, bien qu'il n'y ait aucune certitude à ce sujet. Parmi les preuves de l'activité de formation d'étoiles dans ce nuage, on trouve la présence d'un maser à eau, situé au sud-est de la région centrale de la nébuleuse, qui semble être associé à IRAS 09017−4814, l'une des 7 sources connues de rayonnement infrarouge dans le nuage, probablement une jeune étoile brillante fortement obscurcie par la poussière qui l'entoure.
La distance de Gum 25 (également cataloguée comme BBW224) semble plus certaine, puisque plusieurs chercheurs s'accordent à l'indiquer à environ 1 800 pc (∼5 870 al),, donc à la même distance que VMR B. La principale source d'ionisation de son gaz est une étoile bleue de la séquence principale de classe O9V cataloguée comme CD -48 4352, faisant partie de l'association Vela OB1. Autour du nuage se trouve une grande structure annulaire de poussière, qui comprend des agglomérats plus denses et plus brillants dans lesquels un processus d'effondrement gravitationnel est en cours, ce qui conduira à la génération de nouvelles étoiles. Le nuage abrite également un jeune amas profondément immergé dans le gaz, catalogué sous le numéro 251 dans un catalogue publié en 2003.

### Nuage moléculaire des Voiles C (VMR C)
Le nuage C du VMR est observé au nord de la partie la plus orientale de la nébuleuse de Gum, à environ 1 000 pc (∼3 260 al). Dans sa direction, on peut observer la nébuleuse Gum 17 (RCW 33), qui pourrait cependant ne pas être connectée à la région du VMR. La phase évolutive de cette structure est légèrement plus jeune que celle de la VMR D voisine et montre des signes d’activité récente de formation d’étoiles. À l'intérieur, des sources infrarouges ont été découvertes, profondément imbriquées dans des nuages moléculaires denses, qui présentent des émissions de C18O. Trois d'entre eux coïncident avec autant de jeunes objets stellaires de classe I de masse intermédiaire, entre 2 et 10 M☉. Auxquels s'ajoutent 28 protoétoiles probables de masse moyenne-faible et cinq jeunes amas très compacts immergés dans une nébulosité dense. Ces amas contiennent entre 10 et 350 étoiles très jeunes, dans tous les cas dans un diamètre d'un parsec ou même moins.
Gum 20 (RCW 36) est de loin l’objet le plus remarquable de la région, où les phénomènes de formation d’étoiles sont vigoureusement actifs. Il contient en son sein un amas complètement obscurci par le gaz et visible dans l'infrarouge, catalogué comme RCW 36 (IRS 34 ou [BDB2003] G265.14+01.45), avec plus de 350 composants stellaires concentrés dans un peu plus de 1 minute d'arc de diamètre, soit l'équivalent de seulement 1,5 parsec. Il s’agit de l’un des amas ouverts en formation les plus concentrés connus à moins de 1 000 parsecs du soleil. Parmi ses composants, on trouve un grand nombre d'étoiles très massives, principalement concentrées au centre de l'amas, qui présente donc une ségrégation de masse. L'âge estimé de cet objet est d'environ 2 à 3 millions d'années. Parmi ses composants les plus massifs et les plus lumineux, il y en a deux, situés vers son centre, qui ont été considérés comme les sources les plus probables d'ionisation des gaz de toute la nébuleuse. Selon certains modèles, la formation d'étoiles dans cette région aurait été causée par la collision entre deux nuages moléculaires mineurs situés dans le grand nuage G265.1+1.5.
Une structure à l’étude est la nébuleuse par réflexion BBW 192E, associée à la source IRS 26. Ce nuage bipolaire, qui ressemble à une hélice, est situé en direction du nuage Gum 17, bien qu'il en soit séparé, étant à une distance différente. À l'extrémité orientale du nuage se trouve une source infrarouge coïncidant avec une étoile de masse moyenne, probablement une étoile Ae/Be de Herbig. Le nuage abrite également un petit amas profondément niché dans les gaz de la région.
Selon certaines études, parmi les nuages illuminés appartenant à VMR C, il y aurait également Gum 19 (RCW 34), illuminé et excité par le rayonnement ultraviolet de l'étoile V391 Velorum, une étoile variable de type Orion située à l'intérieur de la nébuleuse par réflexion vdBH 25b. Cette étoile aurait une classe spectrale O8,5V et provoquerait un puissant front d'ionisation. Selon d'autres, cependant, Gum 19 serait à environ 3 000 pc (∼9 780 al), bien au-delà de toute autre structure attribuable au VMR, et l'étoile responsable de son ionisation serait une supergéante bleue de classe Ib,,.

### Nuage moléculaire des Voiles D (VMR D)
Le nuage D du VMR semble être le plus évolué et ses structures mineures semblent être plus petites que le VMR C. C'est la section la plus au nord-ouest du complexe, près de la frontière avec la constellation de la Poupe. Associées à ce nuage se trouvent deux très grandes régions H II, cataloguées comme Gum 14 (RCW 27) et Gum 17 (RCW 33). La position réelle de cette dernière, en particulier, fait l'objet de discussions : selon certaines études, elle serait associée à la géante bleue HD 75759, située à environ 1 000 pc (∼3 260 al) et associée au VMR D, ainsi qu'à d'autres étoiles également responsables de l'ionisation de son gaz, comme HD 75724. La région de formation d'étoiles à laquelle elle est associée est indiquée comme Avedisova 2169 dans le catalogue du même nom publié en 2002. Le nuage Gum 15 (RCW 32), associé à l'amas Cr 197, appartient également à cette région. La présence d'un groupe d'étoiles T Tauri coïncidant avec les sources IRAS identifiées comme de jeunes étoiles de classe I a conduit certains chercheurs à suggérer l'acronyme Vela T2 pour identifier le groupe de jeunes étoiles associées à Gum 17.
Selon d'autres études, Gum 17 serait cependant associé au jeune amas ouvert Tr 10, dont la distance est cependant d'environ 420 pc (∼1 370 al). Si tel était le cas, il ne ferait pas partie du VMR, mais serait situé à environ 500 pc (∼1 630 al) de celui-ci dans la direction du soleil, à une distance comparable à celle de la nébuleuse de Gum et de l'association Vela OB2 et de l'amas Cr 173,.
L’un des objets les plus remarquables du nuage D est Gum 14 (RCW 27). Elle apparaît comme la nébuleuse la plus occidentale des nébuleuses du VMR, en direction de la partie orientale de l'association stellaire Puppis R2, associée au gaz illuminé par les plus grandes composantes de la même association. L'étoile la plus responsable de l'ionisation du gaz dans la région est la géante bleue HD 73882, une binaire à éclipses également connue sous le nom de NX Velorum liée au grand amas Ru 64, avec d'autres étoiles géantes telles que HD 73285 et HD 73500. La vaste population d'étoiles T Tauri, composée d'une quinzaine de membres, a plutôt été identifiée avec l'acronyme Vela T1. Ce nuage est également associé à plusieurs nébuleuses par réflexion illuminées par de jeunes étoiles bleues, telles que vdBH 18 et vdBH 20, qui font partie de l'association voisine Puppis R2. Le plus connu et le plus brillant est NGC 2626 (vdBH 17), situé sur le bord sud-ouest de Gum 14 : ce nuage, éclairé par l'étoile HD 73882, abrite en son sein quelques étoiles à faibles émissions Hα et trois amas nébuleux, parmi lesquels le bien connu HH 132A, un objet HH brillant. Cet objet reçoit probablement de l'énergie de la source proche IRAS 08337−4028. Les deux cocons brillants HH132B et C ont plutôt été classés comme des nébuleuses par réflexion de luminosité variable. À proximité de l'objet, il existe également une autre source infrarouge, cataloguée comme IRAS 08339−4029, qui pourrait être associée, malgré la séparation de 1 minute d'arc, à la variable EM Velorum, peut-être une étoile Ae/Be de Herbig.
Le nuage D abrite également quelques amas ouverts fortement obscurcis visibles dans l’infrarouge. Parmi celles-ci, se distingue LLN92 63, relativement pauvre et peu concentrée et coïncidant avec la source IRAS 08393−4041, qui est associée à un nuage contenant un maser à eau, signe que des phénomènes de formation d'étoiles de masse moyenne à grande sont actifs dans la région. À cela s'ajoutent LLN92 16, un amas d'environ 140 membres associé à la source IRAS 08438−4340, et LLN92 17, lié à IRAS 08448−4343 et divisé en deux sous-amas.

### Autres objets
En direction de VMR B, on peut observer un petit nuage ionisé, à l'intérieur duquel se trouve une source de rayonnement infrarouge, cataloguée IRAS 09002−4732. Cette source coïncide avec une région ultracompacte H II, G268.42-0.85, dans la direction de laquelle un maser à eau avec une vitesse radiale fortement négative a été détecté, probablement attribuable à la présence d'un jet orienté vers nous. Au nord-est de cette source se trouve un groupe très compact de sources infrarouges. Sur la base de l'observation de cette source et d'autres sources similaires situées à proximité, des valeurs de distance comprises entre 1 400 et 1 800 parsecs ont été estimées, la plaçant ainsi dans une zone intermédiaire entre les nuages VMR C et VMR B, coïncidant avec l'association Vela OB1.
L'amas central est composé d'une soixantaine de composants stellaires de la pré-séquence principale fortement obscurcis par le nuage de poussière, signe clair de la présence récente de phénomènes intenses de formation d'étoiles, parmi lesquels se distingue une étoile massive de classe spectrale O9. La densité de ces étoiles augmente significativement en direction de la région ultracompacte H II, qui apparaît illuminée et ionisée par l'étoile la plus massive de l'amas lui-même, coïncidant avec la source IRAS. Selon une autre étude qui prend en compte les analyses spectroscopiques des sources infrarouges de cette région, la distance du nuage et de l'amas connecté ne serait que d'environ 700 pc (∼2 280 al). Cette valeur le place dans le même environnement galactique que le nuage VMR C, excluant ainsi toute relation avec VMR B.

## Associations OB
Une association OB est une association stellaire récemment formée qui contient des dizaines d’étoiles massives de classe spectrale O et B, c’est-à-dire bleues et très chaudes. Elles se forment ensemble dans des nuages moléculaires géants, dont le gaz résiduel, une fois les étoiles formées, est balayé par le fort vent stellaire. En quelques millions d'années, la plupart des étoiles les plus brillantes de l'association explosent en supernovae, tandis que les étoiles plus petites survivent beaucoup plus longtemps, ayant une masse plus faible. On pense que la plupart des étoiles de notre galaxie appartenaient à l'origine à des associations OB. Paradoxalement, les associations OB d'autres galaxies peuvent être plus facilement reconnues que les nôtres, en raison de la présence de nuages sombres qui masquent la plupart des objets de la Voie lactée.
Les associations OB connectées au VMR sont séparées par près de environ 1 000 pc (∼3 260 al). la plus proche du soleil est Vela R2, liée aux complexes nébuleux C et D, tandis que Vela OB1 s'étend dans une région plus éloignée, chevauchant le nuage VMR B.

### Vela R2
L'association Vela R2, découverte en 1975, s'étend vers le nuage VMR C sur quelques degrés carrés et comprend 9 étoiles supermassives de classe spectrale B et de magnitudes comprises entre 8 et 14, avec un âge moyen d'environ 1 Ma. L'abréviation R indique que l'association est liée aux nébuleuses par réflexion, notamment vdBH 25b, vdBH 27 et vdBH 28. Cette dernière est associée à un groupe de 8 étoiles à faibles émissions Hα, tandis qu'un autre groupe avec 8 autres étoiles similaires est lié au nuage vdBH 27. Ces étoiles ont une masse considérablement inférieure à celle des géantes de classe B et appartiennent probablement à la même génération que les composants les plus massifs de Vela R2. À l'extrémité sud-ouest de l'association se trouve un autre amas de 16 étoiles Hα, connecté à deux objets HH, démontrant une fois de plus le jeune âge de l'association. La distance jusqu'à Vela R2 a été estimée à environ 850 pc (∼2 770 al) dans la même région galactique que les nuages VMR C et VMR D. Dans la même direction, une autre étoile est observée, connue sous le nom de vdBH 25a. Celle-ci, cependant, ne ferait pas partie de l'association, mais serait physiquement connectée au nuage Gum 19 (RCW 34), situé à plus de 3 000 parsecs.

### Vela OB1
Vela OB1 est une association OB étendue identifiée en 1978. Elle occupe la partie nord-ouest des Voiles et contient 15 étoiles géantes facilement identifiables de classe O et B, en plus de deux supergéantes jaunes de classe F et d'autres de masse inférieure. Son extension est d'environ 6° x 4°, ce qui, à la distance moyenne d'environ 1 690 pc (∼5 510 al), correspond à environ 180 × 120 parsecs. Les estimations de sa distance varient selon les interprétations : tous les observateurs s'accordent à dire que cette association est composée de plusieurs amas d'étoiles, qui selon certains sont situés à une distance de 1200, 1700 et 2300 parsecs et donc à proximité du nuage VMR B, tandis que selon d'autres ils sont situés à 700, 1410 et 1430 parsecs, donc plus proches des nuages VMR A et VMR C. Les différents sous-groupes ont été indiqués par les lettres A, B et C, et sont classés du plus occidental au plus oriental, et du plus proche au plus éloigné. Aux 15 étoiles identifiées en 1978, s'ajoutent 55 autres, tout aussi brillantes, mais fortement obscurcies par la poussière interstellaire. Parmi les membres de l'association, il pourrait également y avoir la célèbre source de rayons X Vela X-1, un pulsar binaire.
Les nébuleuses Gum 18 et Gum 22 sont probablement liées à l'association, étant donné leur distance compatible, tandis que les composantes les plus brillantes sont les géantes bleues HD 75211, de classe O et de magnitude 7,55, et CD-47 4551 (LS 1216), une étoile avec de fortes raies d'émission de magnitude 8,45,.

### Vela OB2
Vela OB2 est une association OB brillante située dans la constellation de la Poupe, à la frontière avec les Voiles. Elle coïncide avec l'objet stellaire du catalogue Collinder Cr 173.

### Textes généraux
- (en) Robert Burnham, Jr, Burnham's Celestial Handbook: Volume Two, New York, Dover Publications, Inc., 1978
- (en) Thomas T. Arny, Explorations: An Introduction to Astronomy, Boston, McGraw-Hill, 2007, 3e éd. (ISBN 0-07-321369-1, lire en ligne)
- (it) AA. VV, L'Universo - Grande enciclopedia dell'astronomia, Novara, De Agostini, 2002
- (it) J. Gribbin, Enciclopedia di astronomia e cosmologia, Milano, Garzanti, 2005 (ISBN 88-11-50517-8, lire en ligne)
- (it) W. Owen, Atlante illustrato dell'Universo, Milano, Il Viaggiatore, 2006 (ISBN 88-365-3679-4)

### Textes spécifiques

#### Sur l'évolution stellaire
- (en) C. J. Lada, N. D. Kylafits, The Origin of Stars and Planetary Systems, Kluwer Academic Publishers, 1999 (ISBN 0-7923-5909-7)
- (it) A. De Blasi, Le stelle: nascita, evoluzione e morte, Bologna, CLUEB, 2002 (ISBN 88-491-1832-5)
- (it) C. Abbondi, Universo in evoluzione dalla nascita alla morte delle stelle, Sandit, 2007 (ISBN 88-89150-32-7)

#### Sur le Nuage Moléculaire des Voiles
- (en) Pettersson, B., Young Stars and Dust Clouds in Puppis and Vela, vol. 5, coll. « Handbook of Star Forming Regions, Volume II: The Southern Sky ASP Monograph Publications », décembre 2008 (ISBN 978-1-58-381-670-7, lire en ligne), p. 43

### Cartes célestes
- (en) Toshimi Taki, Taki's 8.5 Magnitude Star Atlas, 2005 (lire en ligne)
- (en) Tirion, Rappaport, Lovi, Uranometria 2000.0 - Volume I - The Northern Hemisphere to -6°, Richmond, Virginie, USA, Willmann-Bell, inc, 1987 (ISBN 0-943396-14-X)
- (en) Tirion, Sinnott, Sky Atlas 2000.0 - Second Edition, Cambridge, USA, Cambridge University Press, 1998 (ISBN 0-933346-90-5)
- (en) Tirion, The Cambridge Star Atlas 2000.0, Cambridge, USA, Cambridge University Press, 2001, 3e éd. (ISBN 0-521-80084-6, lire en ligne)